# Hordeum depressum
Hordeum depressum är en gräsart som först beskrevs av Frank Lamson Scribner och Jared Gage Smith, och fick sitt nu gällande namn av Per Axel Rydberg. Hordeum depressum ingår i släktet kornsläktet, och familjen gräs. Inga underarter finns listade i Catalogue of Life.